# Václav Menčík
Václav Menčík (22. listopadu 1926 Brno – 5. listopadu 2013) byl český malíř, grafik, ilustrátor a pedagog.

## Životopis
Studoval na reálném gymnáziu v Olomouci. Pod vedením pedagoga Aloise Kučery jej zaujala díla významných evropských výtvarníků jako byli Rembrandt, Vincent van Gogh, Paul Cézann, Pablo Picasso, Georges Braque nebo Francis Bacon. Z českých umělců ho oslovila tvorba Josefa Matěje Navrátila a Karla Purkyně. V letech 1945 – 1951 studoval na Vysoké škole uměleckoprůmyslové v Praze (VŠUP) v ateliéru Emila Filly a Josefa Nováka. Po absolutoriu v roce 1951 se stal asistentem Emila Filly na VŠUP a působil zde do roku 1953.
V roce 1954 patřil mezi zakladatele umělecké skupiny Trasa. Vystavoval s ní od roku 1957, kdy skupina uspořádala první výstavu v brněnské Galerii mladých, až do roku 1969.
V roce 1967 se připojil k výtvarné skupině Radar. Společně s umělci ze skupiny se zúčastnil pouze karlovarské výstavy v roce 1971 „25 malířů, grafiků a sochařů z Prahy“. Od roku 1968 byl zaměstnán a pracoval na VŠUP jako docent. V letech 1970 – 1972 vedl ateliér malby po Zdeňku Sklenářovi a do roku 1991učil na katedře architektury. V 1993 byl jmenován profesorem.
V roce 1993 se stal členem sdružení Jednota umělců výtvarných a v roce 1995 členem skupiny Tolerance 95. Po sametové revoluci se již neúčastnil aktivit obnovené skupiny Trasa. S ohledem na přátelství s Jaroslavem Bartošem, Ottou Sukupem a Zdeňkem Vodičkou (* 1931) vystavoval s „novým Radarem“ v roce 1994 v Galerii Vltavín.

### Tvorba
Pro umělce měla významný přínos spolupráce s Emilem Fillou i jeho tvorba. Pod jeho vlivem ve své tvorbě směřoval ke kubismu. Grafice se věnoval ve své volné tvorbě. Používal moderní umělecký sítotisk (serigrafii) a základní kubistické prvky. Na konci padesátých let dvacátého století se přiklonil k italskému neorealismu. V dalším desetiletí se však vrátil ke „svému“ českému kubismu a zůstal mu věrný do konce svého uměleckého života.
Základem umělecké práce se stalo zobrazování lidské tváře a lidského těla. Vytvořil a rozvíjel svůj osobitý styl v rámci rozměrných figurativních kompozic. V jeho malířské tvorbě byly patrné prvky existencionalismu. Tvorbou poukazoval na útrapy a nesnáze lidského života. Volil širokou škálu barvených odstínů červené, modré, fialové. Inspiraci čerpal z válečného období, které zažil jako mladík. Výrazně jeho tvorbu ovlivnila východní kultura s filozofií jógy, kterou praktikoval několik let. V pozdějších letech se věnoval již jen malbě.
Václav Menčík přispíval také do časopisů a novin (Mladý hlasatel, Proud, Mladá fronta atd.). V roce 1996 se prezentoval samostatnou výstavou v pražské Galerii 33. V roce 2000 vystavoval v turnovské Galerii Granát. V roce 2005 byla vydána autobiografie „Václav Menčík“.
Jeho díla vlastní Národní galerie Praha, Galerie hlavního města Prahy, Galerie výtvarného umění v Ostravě, také Východočeská galerie v Pardubicích a další.